# 马汉号驱逐舰 (DDG-72)
马汉号驱逐舰（USS Mahan (DDG-72)）是美国海军阿利·伯克级驱逐舰的第二十二艘，以海军少将、海军理论学家艾尔弗雷德·塞耶·马汉命名。
马汉号驱逐舰于1995年8月17日在密西西比州缅因州巴斯的巴斯钢铁厂安放龙骨，1996年6月29日下水，1998年2月14日服役。